# Dudarkiv, Borîspil
Dudarkiv (în ucraineană Дударків) este localitatea de reședință a comunei Dudarkiv din raionul Borîspil, regiunea Kiev, Ucraina. În secolul al XIX-lea, satul făcea parte din volostul Hoholiv, uezdul Oster.

## Demografie
Componența lingvistică a localității Dudarkiv
     Ucraineană (98,12%)
     Rusă (1,84%)
Conform recensământului din 2001, majoritatea populației localității Dudarkiv era vorbitoare de ucraineană (98,12%), existând în minoritate și vorbitori de rusă (1,84%).